# Niitvälja
Niitvälja – wieś w Estonii, w prowincji Harju, w gminie Keila.
We wsi jest przystanek kolejowy Niitvälja.